# Thecanthes filifolia
Thecanthes filifolia är en tibastväxtart som beskrevs av B.L. Rye. Thecanthes filifolia ingår i släktet Thecanthes och familjen tibastväxter. Inga underarter finns listade i Catalogue of Life.